# Hipparcos

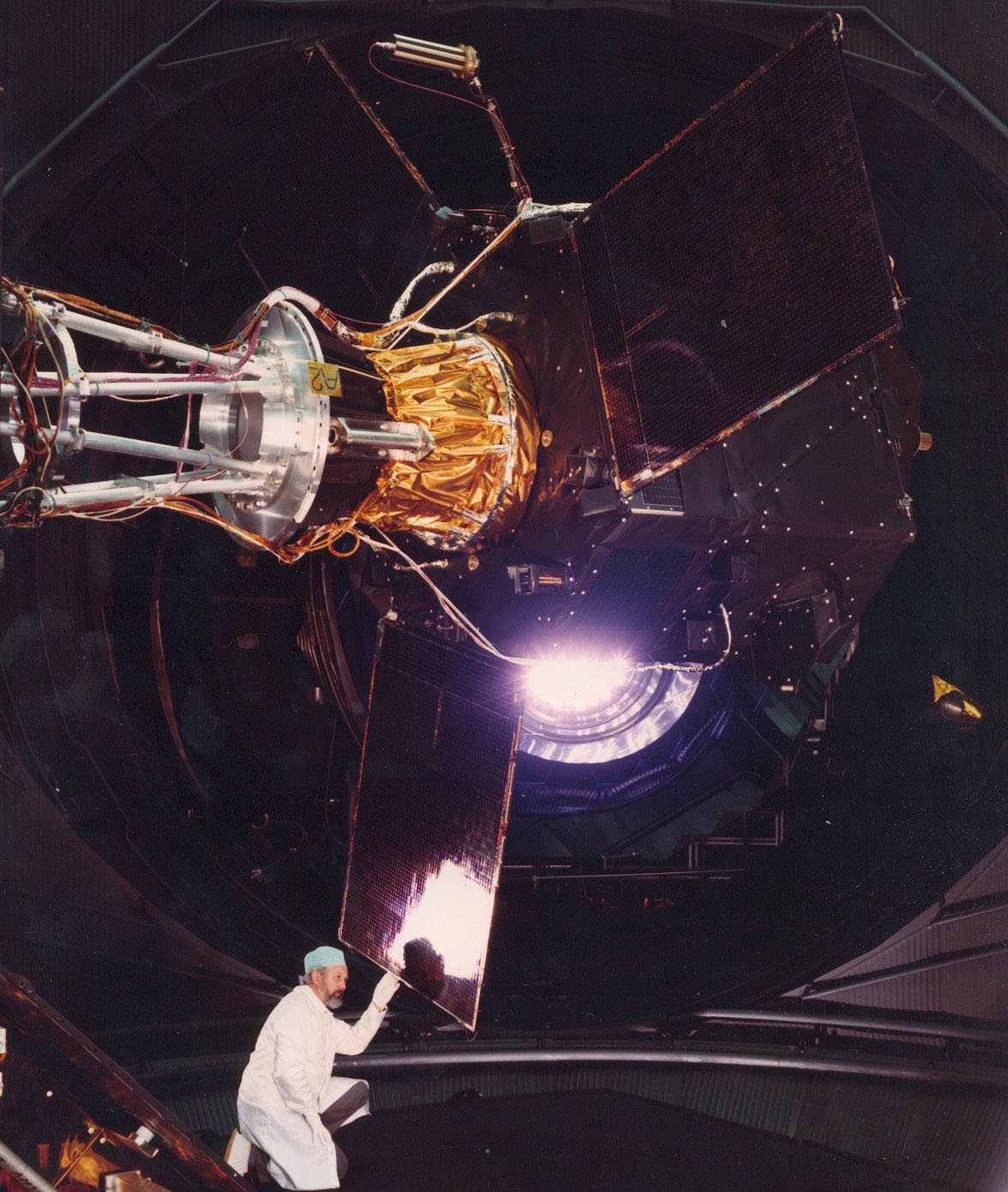
Testări ale satelitului Hipparcos în Marele Simulator Solar, ESTEC, februarie 1988

Hipparcos (un acronim pentru „High precision parallax collecting satellite”) a fost o misiune științifică a Agenției Spațiale Europene (ESA) care a fost lansată în 1989 și a fost operațională între 1989 și 1993. Acesta a fost primul experiment spațial dedicat astrometriei de precizie, prin măsurarea precisă a pozițiilor obiectelor cerești pe cer. Acest lucru va permite determinarea cu precizie a mișcărilor proprii și paralaxelor stelelor pe baza cărora se vor calcula distanțele acestora și vitezele tangențiale.

## Denumirea programului
Satelitul poartă numele astronomului antic grec Hiparh /  Hipparchus, care a compilat unul din primele cataloage de stele.